# Hochzeitsstraße 6 (Grebenstein)

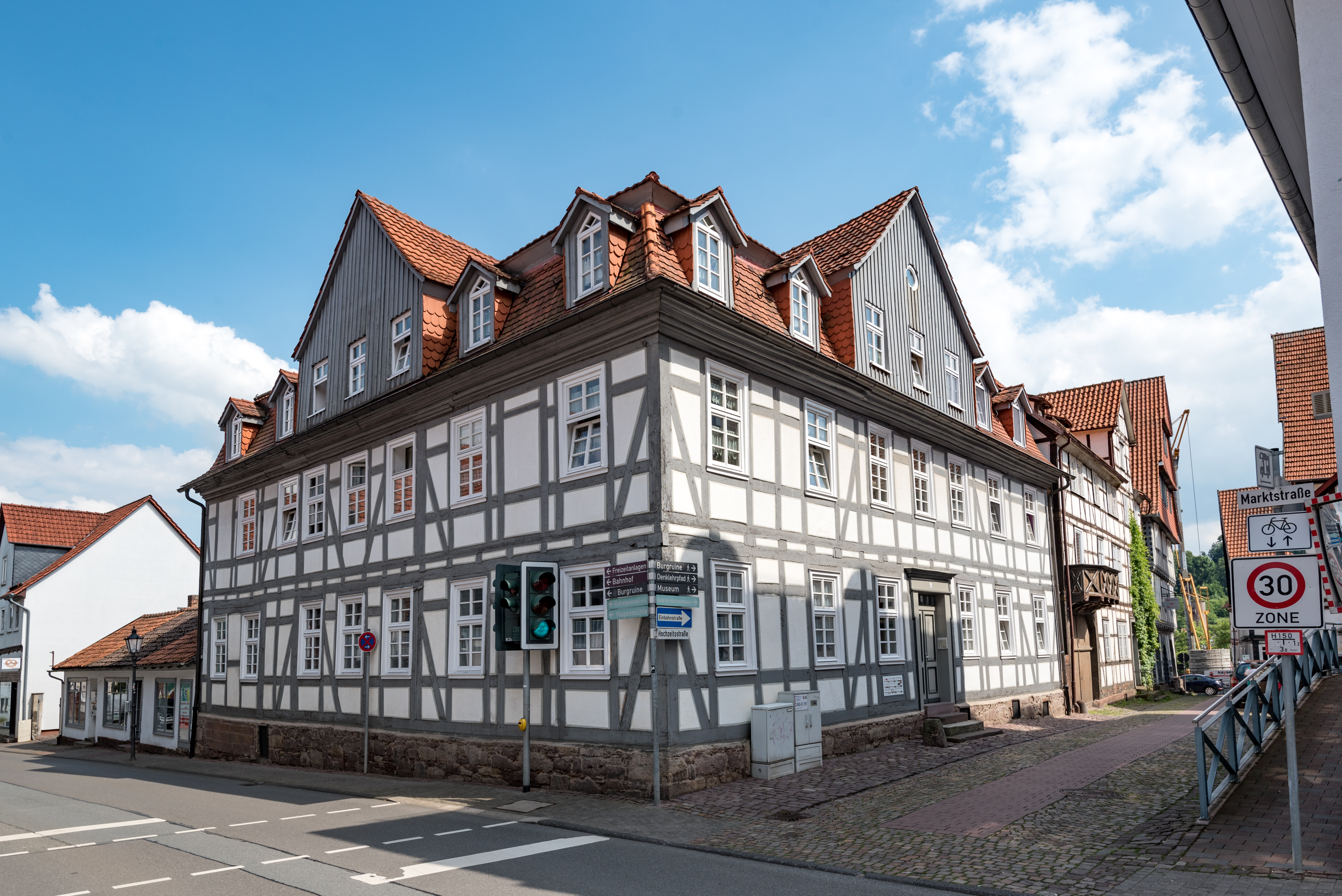
Fachwerkhaus Hochzeitsstraße 6 in Grebenstein

Das Gebäude Hochzeitsstraße 6 in Grebenstein, einer Stadt im Landkreis Kassel in Nordhessen, wurde um 1800 errichtet. Das Fachwerkhaus an der Ecke zur Bahnhofstraße ist ein geschütztes Kulturdenkmal.
Der zweigeschossige Rähmbau mit regelmäßigem Fachwerkgefüge ist ein L-förmiges Eckgebäude mit einfachen Streben an Bund- und Eckständern. Beide Straßenfassaden haben sieben Fensterachsen und mittig ein im Dach breit gelagertes Zwerchhaus. Das Mansard-Walmdach hat eine originale Biberschwanzdeckung und viele Dachgauben. 
Bis in die 1990er Jahre bestand das Gasthaus Zum Marktplatz im Erdgeschoss des Gebäudes. 